# بدل (مجموعه تلویزیونی)
بدل یک مجموعه تلویزیونی ایرانی به نویسندگی و کارگردانی علیرضا مسعودی در ژانر طنز، محصول ۱۴۰۲ است.

## خلاصه داستان
سریال بدل زندگی خانواده‌ای که از قدیم، نسل‌به‌نسل به شغل عطاری مشغول هستند را نشان می‌دهد. این خانواده با تغییر و تحول در شیوه زندگی مردم در دنیای امروز با چالش‌هایی روبه‌رو شده‌اند.

## بازیگران
| نام                 | نقش          | توصیحات         |
| ------------------- | ------------ | --------------- |
| شهرام قائدی         | مکرم عطاران  | عطار            |
| پریسا مقتدی         | عزت          | همسر مکرم       |
| عرفان آصفی          | رضا عطاران   | پسر مکرم        |
| داریوش سلیمی        | محمد آقا     | نانوا           |
| اشکان اشتیاق        | کیوان        | دوست رضا        |
| محمد اسلامی         | حاج مرتضی    | شیخ محل         |
| اصغر حیدری          | مسلم عطاران  | پسر عموی مکرم   |
| هادی عامل هاشمی     | مظفر         | قهوه‌خانه‌دار     |
| ابوالفضل رجبی       | تورج عطاران  | پسر مکرم        |
| آوا رزازان          | رعنا عطاران  | دختر مکرم       |
| ماهان عبدی          | قاسم         | شاگرد مکرم      |
| مرتضی زارع          | ابراهیم      | برادر عزت       |
| سینا رازقی          | جمال         | شاگرد مظفر      |
| محمد حاجی زاده      | آقای محمودی  | همسایه          |
| محمد امین سلیمی راد |              | پسر آقای محمودی |
| گیتی معینی          |              | مادر بزرگ کیوان |
| یدالله شادمانی      | کربلایی حسین | خادم مسجد       |
| ساعد هدایتی         | خسرو         | پدر کیوان       |
| فرحناز منافی ظاهر   |              |                 |
| اسدالله یکتا        |              | دایی کیوان      |
| شهره اشتری          |              |                 |
| پویا ریحانی         |              |                 |
| فرزانه سهیلی        |              | خواهر مکرم      |
| شهین تسلیمی         |              | مادر قاسم       |
| علیرضا مسعودی       | عیوض         | نجار            |
| مهیار بخشی          | علی          | مشتری قهوه‌خانه  |
| مجید علیزاده        |              |                 |
| محمد رضا طالب زاده  |              | پدر عروس        |

## پخش
پخش این مجموعه در ۲۷ اردیبهشت ۱۴۰۳ از شبکه ۳ آغاز شد، اما با درگذشت ابراهیم رئیسی رئیس‌جمهور وقت ایران پس از پخش ۳ قسمت از جدول پخش این شبکه کنار گذاشته شد. قسمت سوم این اثر در ۵ خرداد ۱۴۰۳ پخش شد. اما بالأخره از ۱۱ اسفند ۱۴۰۳ این مجموعه تلویزیونی دوباره پخش خود را از شبکه ۳ صدا و سیما شروع کرد.